# Johann Josef Hein
Johann Josef Hein (* 7. August 1794 in Cochem; † 2. Februar 1882 in Sehl bei Cochem) war ein deutscher Weingroßhändler und Politiker.

## Leben
Hein war der Sohn des Krämers Matthias Josef Hein (getauft 17. März 1744 in Cochem; † 16. Januar 1828 ebenda) und dessen Ehefrau Anna Christina Klippel (getauft 23. Februar 1753 in Cochem; † 16. Dezember 1813 ebenda). Er war katholisch und heiratete am 11. Juli 1814 in Mayer Anna Ursula Amalie Hartung (* 1794 in Mayen; † 14. April 1880 in Kond bei Monreal), die Tochter des Landrats Franz Peter Hartung. Er war Bruder von Matthias Josef Hayn und Schwager von Johann Josef Haan.
Hein war seit 1814 Weingroßhändler in Cochem. 1826 wurde er im Stand der Landgemeinden im Wahlkreis Stromberg, Trarbach, Zell, Cochem, Mayen, Andernach, Ahrweiler, Sinzig, Remagen und Simmern in den Provinziallandtag der Rheinprovinz gewählt. Ab dem 11. November 1826 nahm er an den Landtagsberatungen teil. 1828 war er an einer Landtagsteilnahme verhindert und schied dann aus dem Parlament aus.